# Технологія Ленгмюра — Блоджет

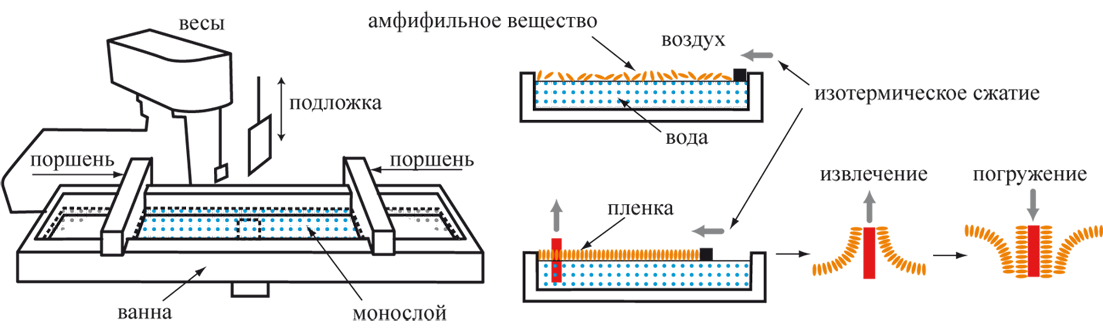
Рис. 1. Принципова схема отримання плівок Ленгмюра-Блоджетт.

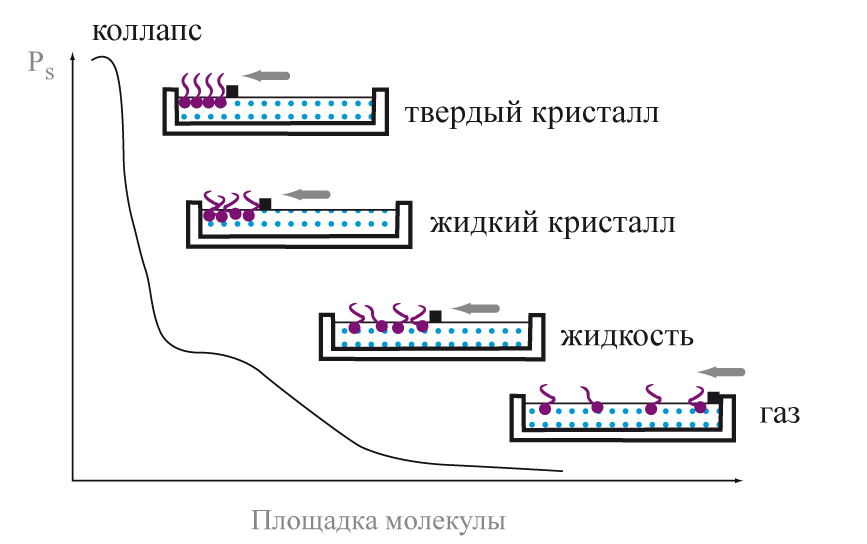
Рис. 2. Стан плівки Ленгмюра-Блоджетт в залежності від поверхневого тиску.

Технологія Ленгмюра — Блоджет (Метод Ленгмюра — Блоджет)  — технологія отримання моно-  і  мультимолекулярних плівок шляхом перенесення на поверхню твердої підкладки плівок Ленгмюра (моношарів амфіфільних сполук, що утворюються на поверхні рідини).

## Опис
Метод формування моно- і мультимолекулярних плівок був розроблений Ленгмюром Ірвінгом і його ученицею Кетрін Блоджетт в 1930-х роках. В даний час дана технологія, названа методом Ленгмюра-Блоджетт, активно використовується у виробництві сучасних електронних приладів.
Ленгмюром було розроблено пристрій для формування плівок Ленгмюра, так звана ванна Ленгмюра-Блоджетт.
Основна ідея методу полягає у формуванні на водній поверхні  мономолекулярного шару амфіфільних речовини і подальшому його перенесення на тверду підкладку. У водному середовищі молекули амфіфільних речовини розташовуються на поверхні розділу «повітря-вода». Для формування поверхневого мономолекулярного шару використовують стиснення поверхневого шару за допомогою спеціальних поршнів (див. Рис. 1). При послідовному ізометричному стисненні змінюється структура мономолекулярної плівки, яка проходить через ряд двовимірних станів, умовно іменованих станами газу, рідкого кристалу і твердого кристалу (див. Рис. 2). Таким чином, знаючи фазову діаграму плівки, можна управляти її структурою та пов'язаними з нею фізико-хімічними властивостями. Перенесення плівки на твердий носій здійснюють зануренням в розчин і подальшим витяганням з нього плоскої підкладки, на якій при цьому відбувається адсорбція поверхневої плівки. Процес перенесення мономолекулярної плівки можна повторювати багаторазово, отримуючи, таким чином, різні мультимолекулярні шари .